# Euryglossina proctotrypoides
Euryglossina proctotrypoides är en biart som beskrevs av Cockerell 1913. Euryglossina proctotrypoides ingår i släktet Euryglossina och familjen korttungebin. Inga underarter finns listade i Catalogue of Life.

## Bildgalleri

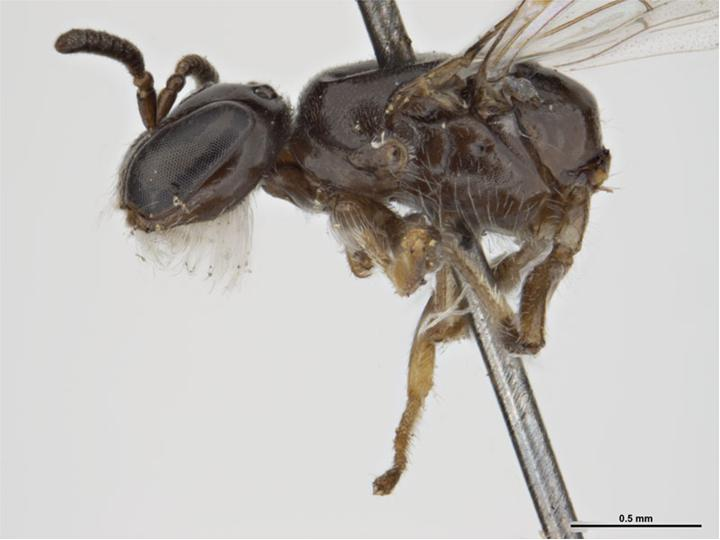
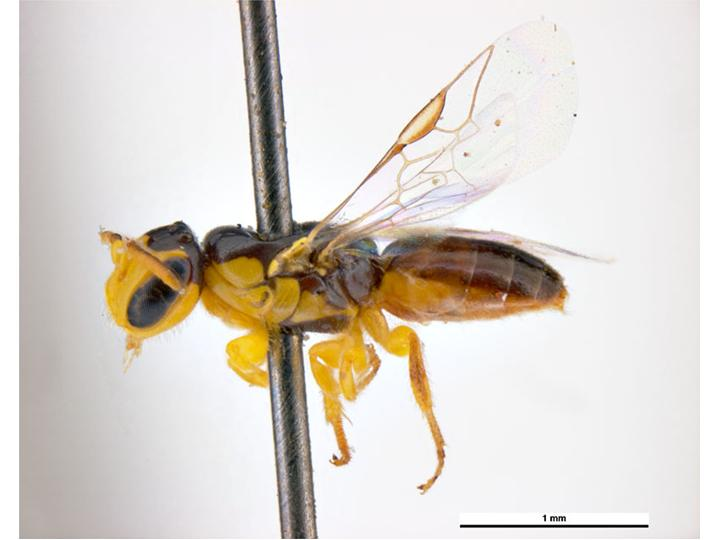